# Zabijak (Osiny)
Zabijak – nieoficjalna kolonia wsi Osiny w Polsce położona w województwie kujawsko-pomorskim, w powiecie świeckim, w gminie Nowe.
Miejscowość leży na przesmyku pomiędzy jeziorami Radodzierz i Łąkosz. Miejscowość wchodzi w skład sołectwa Osiny. W okolicach miejscowości znajdują się rezerwaty „Kuźnica” i „Osiny”.
W latach 1975–1998 miejscowość należała administracyjnie do województwa bydgoskiego.